# Elliot See
Elliot McKay See, Jr. (Dallas, Texas, 1927. július 23. – Saint Louis, Missouri, 1966. február 28.) amerikai űrhajós.
1962-ben a második amerikai csoportban kezdte meg az űrhajóskiképzést. A Gemini–5 tartalék pilótája volt, valamint kijelölték a Gemini–9A parancsnoki posztjára, viszont négy hónappal a start előtt Charles Bassett űrhajóssal együtt életüket vesztették egy repülőgép-balesetben St. Louisban.